# Élie-Aristide Astruc

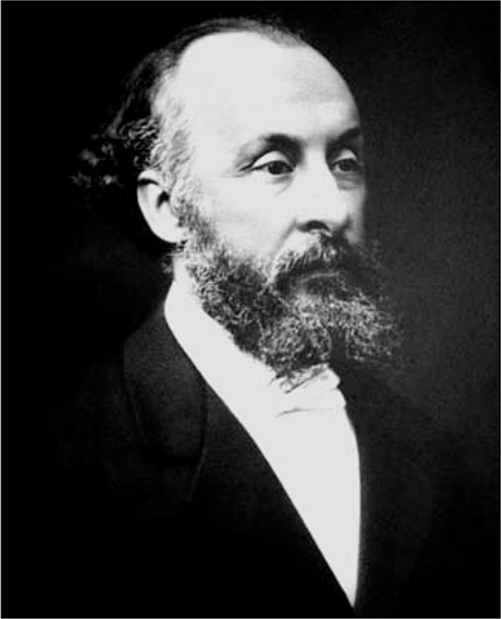
Élie-Aristide Astruc

Élie-Aristide Astruc (geb. 12. Dezember 1831 in Bordeaux; gest. 23. Februar 1905 in Brüssel) war Großrabbiner in Belgien und Rabbiner in Frankreich.

## Leben
Élie-Aristide Astruc war der Sohn eines jüdischen Handelsmanns in Bordeaux, dessen Vorfahren sich im 17. Jahrhundert in der Stadt niederließen. Nach dem Schulabschluss in Bordeaux studierte Astruc von 1852 bis 1857 am Rabbinerseminar in Metz. Er war der erste sephardische Student an diesem 1829 gegründeten Rabbinerseminar. Danach wurde er dritter stellvertretender Rabbiner beim Großrabbiner des Consistoire Paris. Ab 1859 wurde Astruc erster Rabbiner der sephardischen Gemeinde in der Rue Lamartine in Paris. Gleichzeitig wurde er jüdischer Seelsorger am Lycée Louis-le-Grand, am Collège Chaptal und in den Pariser Gefängnissen und Krankenhäusern. 
Am 23. August 1857 heiratete Élie-Aristide Astruc in Bordeaux seine weitläufige Verwandte Myriam Amédée Astruc (gest. 1922). Aus dieser Ehe entstammen drei Söhne und eine Tochter, bei der die Eltern in ihren letzten Lebensjahren in Brüssel wohnten.
Im Mai 1860 nahm er an der Gründungsveranstaltung der Alliance Israélite Universelle teil. Er zählte zu den sechs Unterzeichnern des Manifests Appel aux Israélites, mit dem diese auf die kirchliche Entführung des italienischen Knaben Edgardo Mortara reagierte. Im Jahr 1866 wurde er Großrabbiner von Belgien als Nachfolger von Henri Loeb. 1879 trat er von dieser Stelle zurück, um sich hauptsächlich seinen literarischen Arbeiten zu widmen. 
Ohne sich beworben zu haben, wurde Astruc zum Rabbiner der jüdischen Gemeinde in Bayonne gewählt. Diese Stelle trat er am 13. September 1887 an. Seine Amtseinführung und die Fünzigjahrfeier des Baus der Synagoge in Bayonne fanden gleichzeitig statt. 1891 legte er sein Amt aus gesundheitlichen Gründen nieder. Die letzten Jahre seines Lebens verbrachte er in Brüssel. Astruc wurde am 26. Februar auf dem jüdischen Friedhof in Uccle bestattet.
Astruc stand dem liberalen Judentum nahe und hatte sich deshalb vielen Anfeindungen zu erwehren. Er sympathisierte mit der Arbeit der deutschen Zeitschrift Wissenschaft des Judentums und dem Vordenker des Reformjudentums Abraham Geiger.

## Auszeichnungen
- 1879: Leopoldsorden von Belgien